# Pirimidin-nukleozid fosforilaza
Pirimidin-nukleozid fosforilaza (EC 2.4.2.2, Py-NPase) je enzim sa sistematskim imenom pirimidin-nukleozid:fosfat alfa-D-riboziltransferaza. Ovaj enzim katalizuje sledeću hemijsku reakciju
pirimidin nukleozid + fosfat {\displaystyle \rightleftharpoons } pirimidinska baza + alfa-D-riboza 1-fosfat
Uridin i timidin su supstrati.

## Spoljašnje veze
- Pyrimidine-nucleoside+phosphorylase на 